# Faldet i kamp
Dræbt i kamp eller faldet i kamp (engelsk: 'killed in action - KIA') er et udtryk, der normalt anvendes i militæret for egne soldater, der er blevet dræbt af fjenden. Folk, der er dræbt i kamp, er ikke døde af ulykker, såsom bilulykker eller andre "ikke-fjendtlige" hændelser eller terrorisme.
Dræbt i kamp kan anvendes både til frontlinjekamptropper og flåde-, luft- og støttetropper. En der er blevet dræbt i kamp i løbet af en bestemt begivenhed, bliver betegnet med en † (Unicode U 2020: Dagger) ved siden af deres navn, for at tilkendegive deres død i dette tilfælde.
Desuden betegner dræbt i kamp en der er blevet dræbt i kamp på slagmarken, hvorimod død af sår (eller DOW) vedrører en person, der overlevede frem til en medicinsk behandlingsfacilitet. NATO anvender også DWRIA, snarere end DOW, der betyder "død af sår, modtaget i aktion." Men historisk har militærister og historikere brugt den første akronym.
KIFA betyder 'killed in flight accident' (dansk: dræbt i flyulykke). Dette udtryk bruges når personel bliver dræbt i et luftuheld, der ikke skyldtes fjendtlig handling.

## NATO-definition
NATO definerer et kamptab, som når en soldat bliver dræbt direkte eller når en dør som følge af sår eller andre skader, før man når en medicinsk behandlingsfacilitet.